# Sara Monforte
Sara Monforte Mestre (Castellón, España, 14 de octubre de 1980) es una exjugadora y entrenadora de fútbol femenino española. Actualmente entrena al RCD Espanyol de la Primera División Femenina de España.

## Trayectoria

### Como jugadora
Monforte comenzó su carrera en un equipo las Panteras de Castellón. En 1999 fichó por el Levante UD, con el que ganó dos dobletes (Liga y Copa de la Reina) en 2001 y 2002. 
La temporada 2002-2003 la jugó en Segunda División con el Villarreal CF, pero al año siguiente regresó al Levante UD, con el que ganó otras 3 Copas de la Reina. 
En 2007 pasó a formar parte de otro equipo valenciano en Primera División, el DSV Colegio Alemán, pero al año siguiente regresó de nuevo al Levante UD, con el que jugó la Liga de Campeones. 
En 2009 fichó por el RCD Espanyol. En sus 4 temporadas como perica ganó dos Copas de la Reina. 
En 2013 se marchó al Valencia CF Femenino. Estuvo tres temporadas en el equipo ché y en 2015 consiguió el subcampeonato de Copas de la Reina. 
Finalmente en el 2016 fichó por el Zaragoza CFF, donde estuvo dos temporadas. En el 2018 colgó las botas.

### Como entrenadora
Ha sido entrenadora del Villarreal CF femenino con el que consiguió ascender a Primera División. Tras una mala temporada cambió de equipo y desde la 2024-25 es entrenadora del  RCD Espanyol de la Primera División.

## Clubes
| Club                  | País   | Temporadas |
| --------------------- | ------ | ---------- |
| Panteras de Castellón | España | 1996-1999  |
| Levante U. D.         | España | 1999-2002  |
| Villarreal C. F.      | España | 2002-2003  |
| Levante U. D.         | España | 2003-2007  |
| D.S.V. Colegio Alemán | España | 2007-2008  |
| Levante U. D.         | España | 2008-2009  |
| R. C. D. Espanyol     | España | 2009-2013  |
| Valencia C. F.        | España | 2013-2016  |
| Zaragoza CFF          | España | 2016-2018  |

## Selección nacional
Monforte debutó con la Selección Española Absoluta en el año 1997, y continuó siendo convocada hasta 2005.

## Palmarés
| Trofeo           | Club              | País   | Temporadas |
| ---------------- | ----------------- | ------ | ---------- |
| Liga Española    | Levante U. D.     | España | 2000-2001  |
| Copa de la Reina | Levante U. D.     | España | 2000-2001  |
| Liga Española    | Levante U. D.     | España | 2001-2002  |
| Copa de la Reina | Levante U. D.     | España | 2001-2002  |
| Copa de la Reina | Levante U. D.     | España | 2003-2004  |
| Copa de la Reina | Levante U. D.     | España | 2004-2005  |
| Copa de la Reina | Levante U. D.     | España | 2006-2007  |
| Copa de la Reina | R. C. D. Espanyol | España | 2009-2010  |
| Copa de la Reina | R. C. D. Espanyol | España | 2011-2012  |
| Copa de Cataluña | R. C. D. Espanyol | España | 2012-2013  |